# 塔斯馬尼亞澳洲雙鰭電鰩
塔斯馬尼亞澳洲雙鰭電鰩（學名：Narcinops tasmaniensis），又稱塔斯馬尼亞澳洲雙鰭電鱝，為軟骨魚綱電鰩目雙鰭電鰩科澳洲雙鰭電鰩屬的一種，蘇格蘭博物學家約翰·理查森 (John Richardson) 在1841年向《倫敦動物學會學報》發表的一篇文章中描述了本物種，將這個新物種歸類為Narcine屬，並給它取名tasmaniensis，因為它的模式標本是一隻長36公分的雌魚，採集自塔斯馬尼亞的亞瑟港，分布於西南太平洋澳洲塔斯馬尼亞、維多利亞省、新南威爾斯等海域，深度5至640公尺，本魚具有抹刀形狀的胸鰭盤，帶有短而鈍的鼻子，中等大小的眼睛，後面是較小、接近圓形的氣孔，其邊緣光滑，頭部兩側有一對大型電器官，鼻孔之間有皮膚皺褶，後緣呈三葉狀，牙齒小，呈菱形且尖，它們以梅花形圖案排列成條帶，當嘴巴閉合時，條帶仍然暴露在外，圓盤下方有五對鰓縫。寬而扁平的尾巴比圓盤長約四分之一，兩側都有明顯的皮膚皺褶，背鰭2個，大小形狀相同，第一個背鰭起於腹鰭的後尖，尾鰭上葉有些稜角，尤其是成年雄魚，下葉則呈圓形，體呈現深棕色，魚鰭上的顏色逐漸變淺，腹部是白色，有時會有一些深色斑點，體長可達47公分，棲息在沙泥底質海域，為夜行性底棲性魚類，屬肉食性，以多毛類及甲殼類為食，體內的發電器官，可能用來防禦或捕食，胎生，雌魚可一次產下8尾幼魚，爾會被拖網所捕獲，無經濟價值。